# Enterprise Products
Enterprise Products Partners LP — американская нефтегазовая компания. Штаб-квартира находится в небоскрёбе Enterprise Plaza в Хьюстоне, штат Техас. Осуществляет обслуживание сети газо- и нефтепроводов.

## История
Компания была основана в 1968 году Дэном Данканом (Dan L. Duncan). В 1998 году провела размещение своих акций на Нью-Йоркской фондовой бирже. В дальнейшем росла как за счёт прокладки новых трубопроводов, так и за счёт приобретений. В 2004 голу была куплена компания GulfTerra:.

## Деятельность
Основные направления деятельности по состоянию на 2021 год:
- Сбор и очистка природного газа (19 предприятий по очистке газа в штатах Техас, Колорадо, Луизиана, Миссисипи, Нью-Мексико и Вайоминг), выручка 16,3 млрд долларов;
- Нефтепроводы — сеть нефтепроводов в штатах Техас, Нью-Мексико и Оклахома, а также 6 нефтеналивных терминалов, выручка 10,9 млрд долларов;
- Газопроводы — сеть газопроводов общей протяжённостью 31 тыс. км, выручка 4,4 млрд долларов;
- Нефтехимия и нефтепродукты — производство пропилена и другой нефтехимической продукции, транспортировка нефтепродуктов, выручка 9,2 млрд долларов.